# Oriónidas

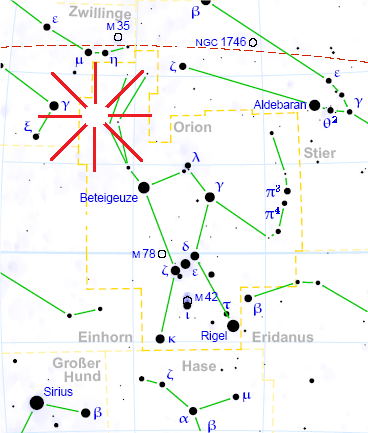

La lluvia de meteoros de las Oriónidas, a menudo abreviada como las Oriónidas, es una de las dos lluvias de meteoros asociadas con el cometa Halley. Reciben su nombre porque el punto del cielo del que parecen provenir, llamado radiante, se encuentra en la constelación de Orión, aunque los meteoros pueden observarse en una zona muy amplia del cielo. Las Oriónidas son una lluvia anual que tiene lugar aproximadamente durante una semana a finales de octubre. En algunos años, la tasa de meteoros puede alcanzar entre 50 y 70 por hora.
Se han registrado estallidos de actividad de las Oriónidas en los años 585, 930, 1436, 1439, 1465 y 1623. Esta lluvia ocurre en el nodo ascendente del cometa Halley. Dicho nodo alcanzó su menor distancia con respecto a la Tierra alrededor del año 800 a. C. En la actualidad, la Tierra se aproxima a la órbita del cometa Halley a una distancia de aproximadamente durante las Oriónidas. Se estima que el próximo estallido podría producirse en el año 2070, como resultado de partículas atrapadas en una resonancia de movimiento medio 2:13 con Júpiter.

## Historia
Las lluvias de meteoros que inicialmente fueron designadas como "estrellas fugaces" se asociaron con los cometas en el siglo XIX. E.C. Herrick realizó una observación en 1839 y 1840 sobre la actividad presente en los cielos nocturnos de octubre. A. S. Herschel produjo el primer registro documentado que ofreció pronósticos precisos para la siguiente lluvia de meteoros. La lluvia de meteoros de las Oriónidas es producida por el cometa Halley, que fue nombrado en honor al astrónomo Edmund Halley y que pasó por última vez a través del sistema solar interior en 1986, en su órbita de 75-76 años. Cuando el cometa pasa a través del sistema solar, el Sol sublima parte del hielo, lo que permite que las partículas rocosas se desprendan del cometa. Estas partículas continúan a lo largo de la trayectoria del cometa y aparecen como meteoros ("estrellas fugaces") cuando atraviesan la atmósfera superior de la Tierra.
El radiante de la lluvia de meteoros está ubicado en Orión, aproximadamente a 10 grados al noreste de Betelgeuse. Las Oriónidas normalmente alcanzan su pico alrededor del 21-22 de octubre y son meteoros rápidos que ingresan a la atmósfera a una velocidad de aproximadamente. En la era de los años 417 y 585, las Oriónidas ocurrían alrededor del 24 de septiembre en lugar del 21 de octubre. El cometa Halley también es responsable de la creación de las Eta Aquariidas, que ocurren cada mayo debido al nodo descendente del cometa Halley.
Un estallido con una tasa horaria zenital de 100+ ocurrió el 21 de octubre de 2006 como resultado de que la Tierra pasara a través de los flujos de meteoro de los años 1266 a. C., 1198 a. C. y 911 a. C. En 2015, la lluvia de meteoros alcanzó su pico el 26 de octubre.